# 夙
夙（しゅく、夙の者、宿の者）は、中世から近世にかけて近畿地方に多く住んでいた賎民。中世の非人身分が分解する際に生じ、被差別部落の起源の多くであったかわたよりも下位でありながら、その差別はそれほど強烈ではなかったといわれる。

## 実態
かわたの間に伝わる伝承では：
1. 夙はかわた村よりも下位の賎民であった。
2. 夙の一部はかわた村の直接支配を受けていた。
3. かわた村の中には夙筋という一系列があり、一段低いものとして差別された。
4. かわた村の手下となった夙は三味線・鞁弓を弾き、小歌・芝居などの雑芸能に携わった。

などとあり『日本財政経済史料』巻八もこの伝承を収録している。江戸時代には夙村ないし宿村が各地に存在し、九州の高島における「四苦」も安政頃に穢多に改名されているが夙の者であったとみえ、五畿内以外にもかなり広く存在した。
それらの近世における存在形態や身分上の位置は多様であった。夙村の中には他の集落となんら変わりのないほぼ百姓と同然の村もあればかわた村程ではないがなんらかの差別を受けていた村もあった。
都市とその周辺では夙が行刑の執行のために雇い入れられ非人身分となった例がいくつかあり、奈良の北山夙や兵庫津の夙などがそうである。なお兵庫津では慶長17年（1612年）10月18日に出された「兵庫より夙の物に扶持しつかわすべき覚」にて農民からは麦と稲、兵庫町中からは科足（実費）、湯屋・風呂屋・傾城屋（遊女屋）からは特別に科足、上の家（裕福な家のことか）からは祝言の際に施し、科人を捕まえた際はその着物を夙に与える事などを命じており、厚遇されていた事がみえる。
また、倉敷代官所の菅谷弥五郎の書き上げによると夙は穢多の手下であり、平日は三味線や鼓弓を弾き、小唄を歌い、或いは小芝居をする者どもであり、女子供は草履を作って商い、吉凶の家には施しを受けに行って渡世をして、もっとも中国辺にはなく播州網干辺に住んでいると穢多頭酒津村新平が述べているとしている。
なお、夙は穢多とは通婚しなかった。紀伊では夙と陰陽師（声聞師）は通婚せず、後者は散所とよばれていた。だが巫村・陰陽師村なども含めてシュクと呼称していた。
大和の夙については香畝生が「彼等の中には巨万の富を擁して大地主となり、大商人となり、或は日夜孔孟の学を講じて地方の有識者となってゐた者も少くなかった」「彼等の社会的地位は徳川時代に於ては百姓と穢多との中間で、農業をしてゐる人もあれば、商業に従事している人もあった」と述べている。
また夙の者により形成された村落を指して『夙村』などと呼ばれることもある。例として、大阪の河内地域に存在した大規模な独立村落が挙げられる。
『京都府史料』政治部戸口類には明治4年（1871年）9月19日付けで「夙・烟亡・暦代・掌墓・産所・巫」が「平民同様たるべき事」とある。
『賤民集落を起源として周囲に差別的な扱いを受ける村落』を被差別部落の定義とするならば、夙村は被差別部落であり、一般にその多くが非人村などと同様に未指定地区として存在している。

## 起源
夙の起源として有力であったのが天皇の御陵番である「守戸」が転訛したという説である。これは幕末に北浦定政が提唱し、本居内遠が『賎者考』にて紹介したものである。これに対して柳田國男は「毛坊主考」（『定本 柳田國男集』第九巻）にてこの説を否定している。大体、夙の分布は畿内の外、紀伊・伊賀・近江・伊勢・丹波・播磨・淡路に広がっており、一方守戸はほぼ畿内に限られていたため一致していないのである。しかも江戸初期以前には「宿」と書くためにますますこの説の信用は欠ける。
中世の頃の夙は宿非人といって社会的変動で生活手段を失った人々を捕吏または清めとして寺社勢力が住まわせたものである。弘安年間（1278年～1288年）の『塵袋』には「キヨメをエタと云ふは何なる詞ぞ」とあり当時えたと非人は未分化だったが、宿は寺社に隷属しているのに対しえた（河原者）はそうでなかった。大和の夙については香畝生が「徳川時代には旧来の宿の者（非人宿）も、唱門師も、雑芸人も、土器作りも、一概に之を『志久』と卑称して世人が齢せざるに至った」という。
また、畿内の夙の中には埴輪を考案した野見宿禰の末裔であると主張して、野見宿禰の子孫とされる公家の五条家に接近する者があった。明和3年（1766年）に山城国相楽郡北河原村以下14か村の夙村の人々が五条為璞（為俊）から同族（土師氏）であることを示す由緒書を下されている（ただし、これは戦国時代に為璞の祖先である五条為康が下したものが水害で喪われたために再発行されたという体裁である）。この動きの背景には国学の振興と共に天皇陵への関心が高まり、前述の北浦定政以前にも夙と天皇陵との関係を推測した国学者が両者の仲介を果たしたとする説がある。

## かわたとの対立
近世に入ると夙とかわたの間で特権などを巡って争いが生じてきた。それらの争いは近世封建制の成立してくる揺籃期に限られており、江戸時代中後期にはみられない。夙者とかわたの対立は近世賎民制の成立過程そのものと深いつながりがあると考えられるが、いま一つ明らかではない。
播磨では永禄年間の夙の者とかわたとが神社祭礼を巡って争いを起こし、奉公所は夙はかわたに従うものとの判断を下して、後代の為に証文をしたためたという。
また、兵庫津でも片桐市正が摂津奉行だった時代と寛永16年（1639年）の2回に渡って宿と皮田中（かわたちゅう）との争いがあり、共に夙が敗訴している。
また、奈良興福寺の隷属関係にあった東之坂皮田村と同じく興福寺支配下の坂下非人＝北山夙との間に史料に現れただけでも慶長15年（1610年）、元和9年（1623年）、万治元年（1658年）、寛文4年（1663年）の4回に亙って争論を引き起こしている。
いずれも夙がかわたの身分的下位にあって、かわたとの間に直接的支配・隷属関係が構成されていた。争論の原因はかわた支配下の夙が身分的隷属を脱しようとして起こった。

## 近世「かわた」身分への編入
中世の夙は近世のかわた身分へ組み込まれたり組み込まれなかったりした。例えば、和泉国鶴原嶋村が宿村と呼ばれたが近世皮多身分となった。丹波国多紀郡大沢夙の場合も一部ないし全員が近世かわた身分にされた。また、慶長摂津国絵図に名を見せる宿河原村も前身が夙であったとみられる。